# Todo está al revés
Todo está al revés es el cuarto álbum de estudio de Attaque 77. Fue publicado a comienzos de 1994.

## Grabación
Este disco marca un cambio importante en el grupo, ya que es el primero grabado para RCA y BMG. Fue grabado y mezclado en Estudios del Cielito entre el 13 de agosto y el 13 de septiembre de 1993. Además, es el primero con Luciano Scaglione en bajo, ya que Adrián Vera dejó el grupo a principios de 1992.
El sonido es mucho más agresivo y provocador, lo cual recuerda a las primeras presentaciones de Attaque 77 en vivo.
El único videoclip de este disco fue el de la canción "Flores robadas". En este videoclip es en donde Ciro Pertusi es enterrado y un sepulturero (el actor Lito Cruz) intenta robarle las flores de su tumba, pero Pertusi no se lo permite.
También aparece una versión en castellano de "I Fought the Law", inspirándose en la versión que la banda inglesa The Clash hizo de ese tema, que originalmente pertenece al grupo The Crickets.
Además, hay otra canción que no pertenece a la banda, "Vida monótona" que fue compuesta por la banda Conmoción Cerebral.

## Canciones
| #  | Canción               | Intérprete original y/o compositores                        | Duración |
| -- | --------------------- | ----------------------------------------------------------- | -------- |
| 1  | Pagar o morir         | Ciro Pertusi, Leiva                                         | 03:06    |
| 2  | Vida monótona         | A. Sánchez, G. Ponti, D. D'Angelo, M. Vacaressa             | 02:04    |
| 3  | Héroe de nadie        | Ciro Pertusi                                                | 03:01    |
| 4  | Yo combatí la ley     | Sonny Curtis                                                | 02:31    |
| 5  | Ladrón                | Ciro Pertusi, Martínez                                      | 02:19    |
| 6  | Alcohol y desorden    | Ciro Pertusi                                                | 03:30    |
| 7  | Todo está al revés    | Ciro Pertusi, Martínez, Scaglione, De Cecco                 | 02:44    |
| 8  | Flores robadas        | Adrián Álvarez, Ciro Pertusi, Martínez, Scaglione, De Cecco | 03:23    |
| 9  | 15 Segundos           | Ciro Pertusi                                                | 00:20    |
| 10 | Cuarto poder          | Ciro Pertusi                                                | 02:30    |
| 11 | Alza tu voz           | Ciro Pertusi                                                | 02:44    |
| 12 | Guerra en el complejo | Ciro Pertusi                                                | 02:14    |
| 13 | H.I.V                 | Ciro Pertusi                                                | 03:58    |

## Miembros
- Ciro Pertusi: Voz.
- Mariano Martinez: Guitarra y coros.
- Luciano Scaglione: Bajo y coros.
- Leo De Cecco: Batería.